# Piemonte Volley 2009-2010
Questa voce raccoglie le informazioni riguardanti il Piemonte Volley nelle competizioni ufficiali della stagione 2009-2010.

## Stagione
La stagione 2009-2010 è per il Piemonte Volley di Cuneo, sponsorizzata dalla Bre Banca e dal gruppo Lannutti, la ventunesima annata consecutiva nel campionato di Serie A1. Dopo tre stagioni senza risultati di rilievo, la squadra viene decisamente rivoluzionata. In regia torna a Cuneo l'esperto Nikola Grbić, mentre al centro si sceglie di puntare sul centrale della nazionale Luigi Mastrangelo. Daniele Vergnaghi, ritiratosi dall'attività agonistica per ricoprire un ruolo dirigenziale, lascia il posto di libero al nazionale francese Hubert Henno. Arrivano anche Simone Parodi, al rientro da un prestito a Verona, Jānis Pēda, opposto lettone e Giuseppe Patriarca nel ruolo di terza banda. I nuovi arrivi si affiancano a giocatori di livello come l'italo-belga Wout Wijsmans, il bulgaro Vladimir Nikolov e il centrale Francesco Fortunato. Alla guida della squadra viene scelto Alberto Giuliani, tecnico emergente reduce da una brillante stagione a Verona.
Nonostante le premesse positive l'inizio in campionato non è brillante: si registrano tre sconfitte nelle prime sei giornate. Il girone di andata si conclude con cinque vittorie che valgono il secondo posto e la qualificazione alla Coppa Italia. Il secondo posto alle spalle di Trento verrà confermato anche al termine della stagione regolare: Cuneo chiude con 65 punti, frutto di 22 vittorie e 6 sconfitte.
I play off scudetto iniziano contro i campioni d'Italia in carica di Piacenza, che vengono eliminati in tre partite. In semifinale Cuneo affronta la Sisley Treviso. Dopo una vittoria per parte nelle prime due gare, i piemontesi vincono gara 3 a Cuneo e gara 4 a Treviso, raggiungendo così la terza finale scudetto della propria storia, dopo le due perse proprio contro Treviso negli anni novanta. La finale scudetto si gioca per la prima volta in gara unica, nell'evento denominato "V-Day". La sede scelta è il Futurshow Station di Casalecchio di Reno, in provincia di Bologna. Battendo Trento per 3-1 Cuneo conquista il suo primo scudetto.
Nella Coppa Italia Cuneo si classifica seconda alle spalle dell'Itas Diatec Trentino. Dopo aver eliminato a Cuneo nei quarti di finale l'Acqua Paradiso Monza ed essersi qualificata alla Final Four di Montecatini Terme, la squadra vince in semifinale contro la Sisley Treviso, prima di cedere in finale contro i trentini.
In ambito europeo la BreBanca Lannutti Cuneo vince la sua terza Coppa CEV. Supera agevolmente i primi turni ad eliminazione diretta, eliminando rispettivamente gli svizzeri del Volley Amriswil, gli estoni del Selver Tallinn, i francesi del Tourcoing Lille Métropole e gli spagnoli del CAI Tereul. Nella final four disputata a Maaseik, in Belgio, Cuneo batte in semifinale la CoprAtlantide Piacenza e in finale i russi dell'Iskra Odincovo.

## Organigramma societario
Area direttiva
- Presidente: Valter Lannutti
- General manager: Marco Pistolesi
- Team manager: Daniele Vergnaghi

Area organizzativa
- Segretario generale: Giusy Bertolotto

Area comunicazione
- Relazioni esterne: Bruno Lubatti
- Ufficio stampa: Daniela Groppi

Area tecnica
- Allenatore: Alberto Giuliani
- Allenatore in seconda: Francesco Cadeddu
- Assistente allenatori: Alfredo Martilotti
- Preparatore atletico: Danilo Bramard
- Scout-man: Andrea Rinaudo
- Responsabile settore giovanile: Enzo Prandi

Area sanitaria
- Medici sociali: Emilio Lucidi
- Fisioterapisti: Gabriele Giorgis, Pierpaolo Longo
- Staff medico: Stefano Carando

## Rosa
| N. | Giocatore           | Ruolo | Data di nascita  | Nazionalità sportiva |
| -- | ------------------- | ----- | ---------------- | -------------------- |
| 1  | Wout Wijsmans       | S     | 17 luglio 1977   | Italia               |
| 2  | Hubert Henno        | L     | 6 ottobre 1976   | Francia              |
| 3  | Simone Parodi       | S     | 16 giugno 1986   | Italia               |
| 4  | Andrea Ariaudo      | S     | 4 giugno 1987    | Italia               |
| 5  | Francesco Fortunato | C     | 23 luglio 1977   | Italia               |
| 6  | Marco Nuti          | P     | 2 ottobre 1970   | Italia               |
| 7  | Gregor Jerončić     | C     | 23 giugno 1974   | Italia               |
| 8  | Vladimir Nikolov    | O     | 3 ottobre 1977   | Bulgaria             |
| 9  | Nikola Grbić        | P     | 6 settembre 1973 | Serbia               |
| 10 | Jānis Pēda          | O     | 18 maggio 1985   | Lettonia             |
| 11 | Luigi Mastrangelo   | C     | 17 agosto 1975   | Italia               |
| 12 | Giuseppe Patriarca  | S     | 23 marzo 1977    | Italia               |
| 15 | Francesco Pieri     | L     | 30 marzo 1982    | Italia               |
| 16 | Edoardo Mulatero    | C     | 3 luglio 1990    | Italia               |

## Mercato
| Acquisti | Acquisti           | Acquisti         | Acquisti      |
| R.       | Nome               | da               | Modalità      |
| -------- | ------------------ | ---------------- | ------------- |
| P        | Nikola Grbić       | Trentino         | Definitivo    |
| L        | Hubert Henno       | Forlì            | Definitivo    |
| C        | Luigi Mastrangelo  | Prisma Taranto   | Definitivo    |
| S        | Simone Parodi      | BluVolley Verona | Fine prestito |
| S        | Giuseppe Patriarca | Forlì            | Definitivo    |
| O        | Jānis Pēda         | New Mater        | Definitivo    |

| Cessioni | Cessioni            | Cessioni         | Cessioni   |
| R.       | Nome                | a                | Modalità   |
| -------- | ------------------- | ---------------- | ---------- |
| S        | Manius Abbadi       | Halkbank         | Definitivo |
| O        | Francesco Biribanti | Modena           | Definitivo |
| C        | Valerio Curti       | BluVolley Verona | Definitivo |
| P        | Javier González     | Callipo          | Prestito   |
| S        | Peter Pláteník      | Ziraat Bankası   | Definitivo |
| L        | Daniele Vergnaghi   | -                | Ritirato   |

## Risultati

### Serie A1

#### Girone d'andata
| 1ª giornata - 27 settembre 2009 Palasport di San Rocco Castagnaretta, Cuneo | Piemonte       | 0 - 3 | BluVolley Verona  | 22-25, 17-25, 21-25                 |
| 2ª giornata - 4 ottobre 2009 PalaCredito di Romagna, Forlì                  | Forlì          | 0 - 3 | Piemonte          | 20-25, 22-25, 14-25                 |
| 3ª giornata - 7 ottobre 2009 Palasport di San Rocco Castagnaretta, Cuneo    | Piemonte       | 3 - 1 | Piacenza          | 23 - 25, 25-22, 35-33, 25-20        |
| 4ª giornata - 11 ottobre 2009 Palazzetto dello Sport (Monza), Monza         | Gabeca         | 3 - 2 | Piemonte          | 25-22, 17-25, 25-22, 31 - 33, 15-13 |
| 5ª giornata - 14 ottobre 2009 Palasport di San Rocco Castagnaretta, Cuneo   | Piemonte       | 3 - 1 | Treviso           | 26-24, 20-25, 25-17, 25-18          |
| 6ª giornata - 18 ottobre 2009 PalaTrento, Trento                            | Trentino       | 3 - 0 | Piemonte          | 25-21, 25-15, 25-22                 |
| 7ª giornata - 21 ottobre 2009 Palasport di San Rocco Castagnaretta, Cuneo   | Piemonte       | 3 - 2 | Perugia           | 27-25, 25-19, 21-25, 21-25, 16-14   |
| 8ª giornata - 25 ottobre 2009 PalaPanini, Modena                            | Modena         | 0 - 3 | Piemonte          | 26-28, 26-28, 18-25                 |
| 10ª giornata - 8 novembre 2009 Palasport Massimo Serenelli, Loreto          | Loreto         | 0 - 3 | Piemonte          | 19-25, 10-25, 18-25                 |
| 11ª giornata - 15 novembre 2009 Palasport di San Rocco Castagnaretta, Cuneo | Piemonte       | 3 - 0 | Callipo           | 25-18, 25-18, 25-13                 |
| 12ª giornata - 26 novembre 2009 Palasport di San Rocco Castagnaretta, Cuneo | Piemonte       | 3 - 0 | Pineto            | 25-13, 25-11, 25-15                 |
| 13ª giornata - 29 novembre 2009 Palasport Fontescodella, Macerata           | Lube           | 1 - 3 | Piemonte          | 25-14, 21-25, 12-25, 20-25          |
| 14ª giornata - 6 dicembre 2009 Palasport di San Rocco Castagnaretta, Cuneo  | Piemonte       | 3 - 0 | Top Volley Latina | 25-23, 25-22, 25-22                 |
| 15ª giornata - 13 dicembre 2009 PalaMazzola, Taranto                        | Prisma Taranto | 0 - 3 | Piemonte          | 22-25, 20-25, 14-25                 |

#### Girone di ritorno
| 1ª giornata - 18 dicembre 2009 PalaOlimpia, Verona                          | BluVolley Verona  | 1 - 3 | Piemonte       | 25-23, 18-25, 20-25, 22-25       |
| 2ª giornata - 23 dicembre 2009 Palasport di San Rocco Castagnaretta, Cuneo  | Piemonte          | 3 - 0 | Forlì          | 25-16, 25-20, 25-20              |
| 3ª giornata - 27 dicembre 2009 PalaBanca, Piacenza                          | Piacenza          | 3 - 1 | Piemonte       | 27-25, 21-25, 25-22, 25-21       |
| 4ª giornata - 3 gennaio 2010 Palasport di San Rocco Castagnaretta, Cuneo    | Piemonte          | 1 - 3 | Gabeca         | 20-25, 25-20, 21-25, 26-28       |
| 5ª giornata - 10 gennaio 2010 PalaVerde, Treviso                            | Treviso           | 1 - 3 | Piemonte       | 25-20, 19-25, 23 - 25, 22-25     |
| 6ª giornata - 17 gennaio 2010 Palasport di San Rocco Castagnaretta, Cuneo   | Piemonte          | 3 - 1 | Trentino       | 18-25, 25-17, 25-17, 25-22       |
| 7ª giornata - 24 gennaio 2010 PalaEvangelisti, Perugia                      | Perugia           | 1 - 3 | Piemonte       | 26-24, 19-25, 21-25, 22-25       |
| 8ª giornata - 7 febbraio 2010 Palasport di San Rocco Castagnaretta, Cuneo   | Piemonte          | 3 - 0 | Modena         | 25-13, 25-22, 25-18              |
| 10ª giornata - 21 febbraio 2010 Palasport di San Rocco Castagnaretta, Cuneo | Piemonte          | 3 - 0 | Loreto         | 25-21, 25-16, 25-20              |
| 11ª giornata - 28 febbraio 2010 PalaValentia, Vibo Valentia                 | Callipo           | 3 - 0 | Piemonte       | 24-17, 26-24, 25-23              |
| 12ª giornata - 7 marzo 2010 PalaMaggetti, Roseto degli Abruzzi              | Pineto            | 1 - 3 | Piemonte       | 18-25, 25-23, 15-25, 11-25       |
| 13ª giornata - 14 marzo 2010 Palasport di San Rocco Castagnaretta, Cuneo    | Piemonte          | 3 - 1 | Lube           | 23 - 25, 25-23, 25-17, 25-19     |
| 14ª giornata - 17 marzo 2010 PalaBianchini, Latina                          | Top Volley Latina | 2 - 3 | Piemonte       | 25-20, 25-22, 14-25, 17-25, 7-25 |
| 15ª giornata - 21 marzo 2010 Palasport di San Rocco Castagnaretta, Cuneo    | Piemonte          | 3 - 1 | Prisma Taranto | 29-31, 25-19, 25-21, 27-25       |

#### Play-off scudetto
| Quarti di finale (gara 1) - 1º aprile 2010 Palasport di San Rocco Castagnaretta, Cuneo | Piemonte | 3 - 0 | Piacenza | 25-16, 25-21, 25-19          |
| Quarti di finale (gara 2) - 5 aprile 2010 PalaBanca, Piacenza                          | Piacenza | 1 - 3 | Piemonte | 24-26, 30-28, 24-26, 23 - 25 |
| Quarti di finale (gara 3) - 8 aprile 2010 Palasport di San Rocco Castagnaretta, Cuneo  | Piemonte | 3 - 0 | Piacenza | 25-18, 25-22, 25-19          |
| Semifinali (gara 1) - 18 aprile 2010 Palasport di San Rocco Castagnaretta, Cuneo       | Piemonte | 3 - 1 | Treviso  | 23 - 25, 25-18, 25-23, 25-20 |
| Semifinali (gara 2) - 21 aprile 2010 PalaVerde, Treviso                                | Treviso  | 3 - 0 | Piemonte | 25-20, 29-27, 25-15          |
| Semifinali (gara 3) - 25 aprile 2010 Palasport di San Rocco Castagnaretta, Cuneo       | Piemonte | 3 - 1 | Treviso  | 25-10, 25-20, 22-25, 28-26   |
| Semifinali (gara 4) - 28 aprile 2010 PalaVerde, Treviso                                | Treviso  | 1 - 3 | Piemonte | 27-29, 23 - 25, 25-22, 19-25 |
| Finale (V-Day) - 9 maggio 2010 Futurshow Station, Casalecchio di Reno                  | Trentino | 1 - 3 | Piemonte | 25-14, 20-25, 22-25, 20-25   |

### Coppa Italia

#### Fase a eliminazione diretta
| Quarti di finale - 30 dicembre 2010 Palasport di San Rocco Castagnaretta, Cuneo | Piemonte | 3 - 2 | Gabeca   | 16-25, 21-25, 25-17, 25-19, 15-13 |
| Semifinali - 30 gennaio 2010 PalaTerme, Montecatini Terme                       | Piemonte | 3 - 1 | Treviso  | 20-25, 25-23, 25-23, 25-13        |
| Finale - 31 gennaio 2010 PalaTerme, Montecatini Terme                           | Trentino | 3 - 1 | Piemonte | 28-26, 25-15, 20-25, 27-25        |

### Coppa CEV

#### Fase a eliminazione diretta
| Sedicesimi di finale (andata) - 2 dicembre 2009 Sporthalle Tellenfeld, Amriswil              | Amriswil  | 0 - 3 | Piemonte       | 22-25, 15-25, 21-25                 |
| Sedicesimi di finale (ritorno) - 9 dicembre 2009 Palasport di San Rocco Castagnaretta, Cuneo | Piemonte  | 3 - 1 | Amriswil       | 25-21, 21-25, 25-21, 25-23          |
| Ottavi di finale (andata) - 7 gennaio 2010 Audentes Sports Hall, Tallinn                     | Audentese | 0 - 3 | Piemonte       | 18-25, 18-25, 20-25                 |
| Ottavi di finale (ritorno) - 13 gennaio 2010 Palasport di San Rocco Castagnaretta, Cuneo     | Piemonte  | 3 - 1 | Audentese      | 23 - 25, 25-21, 29-27, 25-16        |
| Quarti di finale (andata) - 27 gennaio 2010 Complexe sportif Léo Lagrange, Tourcoing         | Tourcoing | 1 - 3 | Piemonte       | 25-27, 26-24, 23 - 25, 27-29        |
| Quarti di finale (ritorno) - 3 febbraio 2010 Palasport di San Rocco Castagnaretta, Cuneo     | Piemonte  | 3 - 0 | Tourcoing      | 25-23, 25-19, 25-20                 |
| Challenge Round (andata) - 24 febbraio 2010 Pabellon Municipal Los Pianos, Teruel            | Teruel    | 2 - 3 | Piemonte       | 13 - 25, 25-16, 24-26, 25-23, 10-15 |
| Challenge Round (ritorno) - 4 marzo 2010 Palasport di San Rocco Castagnaretta, Cuneo         | Piemonte  | 3 - 0 | Teruel         | 25-15, 25-17, 25-16                 |
| Semifinali - 27 marzo 2010 Lotto Dome, Maaseik                                               | Piacenza  | 0 - 3 | Piemonte       | 20-25, 22-25, 23 - 25               |
| Finale - 28 marzo 2010 Lotto Dome, Maaseik                                                   | Piemonte  | 3 - 1 | Iskra Odincovo | 25-22, 21-25, 25-21, 26-24          |

## Statistiche

### Statistiche di squadra
| Competizione | Punti | In casa | In casa | In casa | In trasferta | In trasferta | In trasferta | Totale | Totale | Totale |
| Competizione | Punti | G       | V       | P       | G            | V            | P            | G      | V      | P      |
| ------------ | ----- | ------- | ------- | ------- | ------------ | ------------ | ------------ | ------ | ------ | ------ |
| Serie A1     | 65    | 18      | 16      | 2       | 17           | 12           | 5            | 36     | 29     | 7      |
| Coppa Italia | -     | 1       | 1       | 0       | 0            | 0            | 0            | 3      | 2      | 1      |
| Coppa CEV    | -     | 4       | 4       | 0       | 4            | 4            | 0            | 10     | 10     | 0      |

G = partite giocate; V = partite vinte; P = partite perse

### Statistiche dei giocatori
| Giocatore      | Serie A1 | Serie A1 | Serie A1 | Serie A1 | Serie A1 | Coppa Italia | Coppa Italia | Coppa Italia | Coppa Italia | Coppa Italia | Coppa CEV | Coppa CEV | Coppa CEV | Coppa CEV | Coppa CEV | Totale | Totale | Totale | Totale | Totale |
| Giocatore      | P        | PT       | AV       | MV       | BV       | P            | PT           | AV           | MV           | BV           | P         | PT        | AV        | MV        | BV        | P      | PT     | AV     | MV     | BV     |
| -------------- | -------- | -------- | -------- | -------- | -------- | ------------ | ------------ | ------------ | ------------ | ------------ | --------- | --------- | --------- | --------- | --------- | ------ | ------ | ------ | ------ | ------ |
| A. Ariaudo     | 5        | 1        | 0        | 1        | 0        | -            | -            | -            | -            | -            | 3         | 15        | ?         | ?         | ?         | 5      | 1      | -      | 1      | -      |
| F. Fortunato   | 36       | 256      | 148      | 100      | 10       | 3            | 13           | 10           | 3            | 1            | 10        | 56        | ?         | ?         | ?         | 49     | 325    | 158    | 103    | 11     |
| N. Grbić       | 36       | 166      | 80       | 56       | 30       | 3            | 11           | 5            | 3            | 3            | 8         | 33        | ?         | ?         | ?         | 47     | 210    | 85     | 59     | 33     |
| H. Henno       | 36       | -        | -        | -        | -        | 3            | -            | -            | -            | -            | 8         | -         | -         | -         | -         | 47     | -      | -      | -      | -      |
| G. Jerončić    | 6        | 12       | 10       | 1        | 1        | -            | -            | -            | -            | -            | 4         | 13        | ?         | ?         | ?         | 10     | 25     | 10     | 1      | 1      |
| L. Mastrangelo | 36       | 287      | 155      | 103      | 29       | 3            | 26           | 15           | 9            | 2            | 9         | 82        | ?         | ?         | ?         | 48     | 395    | 170    | 112    | 31     |
| V. Nikolov     | 35       | 579      | 479      | 55       | 45       | 3            | 53           | 42           | 5            | 6            | 9         | 156       | ?         | ?         | ?         | 47     | 788    | 521    | 60     | 51     |
| M. Nuti        | 18       | 3        | 1        | 2        | 0        | 2            | 0            | 0            | 0            | 0            | 4         | 5         | ?         | ?         | ?         | 24     | 8      | 1      | 2      | 0      |
| S. Parodi      | 36       | 401      | 330      | 33       | 38       | 3            | 35           | 27           | 7            | 1            | 9         | 108       | ?         | ?         | ?         | 48     | 544    | 357    | 40     | 39     |
| G. Patriarca   | 29       | 75       | 61       | 13       | 1        | 3            | 26           | 23           | 2            | 1            | 5         | 52        | ?         | ?         | ?         | 37     | 153    | 84     | 15     | 2      |
| J. Peda        | 26       | 56       | 41       | 7        | 8        | 3            | 10           | 3            | 0            | 7            | 8         | 45        | ?         | ?         | ?         | 37     | 111    | 44     | 7      | 15     |
| F. Pieri       | 9        | -        | -        | -        | -        | 1            | -            | -            | -            | -            | 4         | -         | -         | -         | -         | 14     | -      | -      | -      | -      |
| W. Wijsmans    | 29       | 423      | 352      | 34       | 37       | 1            | 21           | 20           | 0            | 1            | 6         | 76        | ?         | ?         | ?         | 36     | 520    | 372    | 34     | 28     |
| E. Mulatero    | -        | -        | -        | -        | -        | -            | -            | -            | -            | -            | 1         | 0         | ?         | ?         | ?         | 1      | 0      | 0      | 0      | 0      |

P = presenze; PT = punti totali; AV = attacchi vincenti; MV = muri vincenti; BV = battute vincenti